# Pszaltérion
A pszaltérion (görög ψαλτήριον) húros, pengetős hangszer, ókori görög hárfa. A görögök a legfontosabb húros hangszerük, a pengetővel megszólaltatott, héthúros líra mellett használtak sokhúrú, ujjakkal pengetett hangszereket, hárfákat is, ezek általános neve volt a pszaltérion. Ókori vázafestmények gyakran ábrázolnak – szinte mindig nők kezében – hárfaféleségeket, az írott forrásokban előforduló péktisz, trigónosz, magadisz, szambüké, epigoneion stb. hangszernevek ilyen típusú hangszereket jelölhettek.
A pszaltérion szó latin megfelelője, a psalterium, pszaltérium a középkortól kezdve sokhúrú keret- vagy lapciterák elnevezése.

## A vázafestményeken
Az ókori görög ábrázolásokon, vázafestményeken a Kr. e. 5. század második felétől kezdve jelennek meg hárfák, azaz függőleges helyzetben tartott, a hangolásnak megfelelően változó hosszúságú húrokkal felszerelt, a két kéz ujjaival pengetett hangszerek. Ezeknek három jól megkülönböztethető típusa van.
1. Az egyik típus nyitott szöghárfa, tehát olyan hárfaféle, melynek nyaka és teste egymással szöget zár be, és hiányzik róla a mai nyugati hárfákon megszokott oszlop, amely a nyak és a test végeit köti össze. Ebben hasonlít az ókori keleti hárfákhoz, melyek valószínűleg kivétel nélkül nyitottak voltak.
2. Egy másik típus sokban hasonlít az előzőre, de fontos különbség, hogy ez kerethárfa, tehát a nyak és a test végeit oszlop köti össze. Az ilyen megoldás nagyobb húrterhelést, ennek eredményeként nagyobb hangerőt tesz lehetővé.
3. Feltűnően eltér ezektől egy harmadik típus, amely egyenlő szárú háromszöget formázó kerethárfa. Hangsugárzó teste orsóformájú, tehát középen kihasasodó, a végein elvékonyodó alakú. A mai hangszertudomány ezt orsóhárfának is nevezi.

### Ívelt hárfák
Az első két típus használat közben „fejjel lefelé” áll, helyzete éppen fordítottja a mai nyugati hárfáktól megszokottnak: a nyak – egy vékony, egyenes rúd – alul, vízszintesen az ülő zenész bal combján nyugszik, míg a hozzá csatlakozó hangszertest a zenész felsőteste mentén ívelten felfelé nyúlik, kiszélesedik, a vége felé visszahajlik. A húrok függőleges helyzetben vannak, a zenészhez közelebb a rövidebb, magasabbra hangolt húrok, távolabb a mélyek; a nyakon alul mindegyik a hangolást lehetővé tévő egy-egy bőrgyűrűhöz (a görög lírákról ismert kollopsz) csatlakozik. Néha ez alatt a rúd alatt, vele párhuzamosan egy második rúd is van, amely talán a terhelés egy részét átveszi, és védi a hangológyűrűket, nehogy játék közben elmozduljanak.

### Orsóhárfa
A harmadik, orsóhárfa típus csak az 5. század végéig szerepel vázafestményeken. Az előző típusokhoz hasonlóan a hangszer vékony, rúdszerű nyaka a behangoló apparátussal alul, vízszintesen van, de meglepő módon itt az oszlop van a zenész testéhez közelebb, az orsó alakú test a hangszer háromszögének távolabbi oldalát képezi. A hosszabb, mélyebb hangolású húrok vannak így a zenészhez közelebb, a magasak távolabb.
Az orsóhárfa egy ábrázolásán a húrok nem függőlegesen állnak, hanem átlósan, így a leghosszabb húr a háromszög csúcsa, a nyak és az oszlop találkozása felől fut az orsószerű test közepéhez, vele párhuzamosan mindkét oldalon egyre rövidülő húrok sorakoznak. Ez lehet a festő tévedése is, de nem nélkülöz bizonyos logikát: a legmélyebb húr a test legszélesebb, legmélyebben rezonáló részéhez, a többi pedig hangolásának megfelelően a test egyre vékonyodó részeihez fut.

## A görög íróknál

### Péktisz, trigónosz

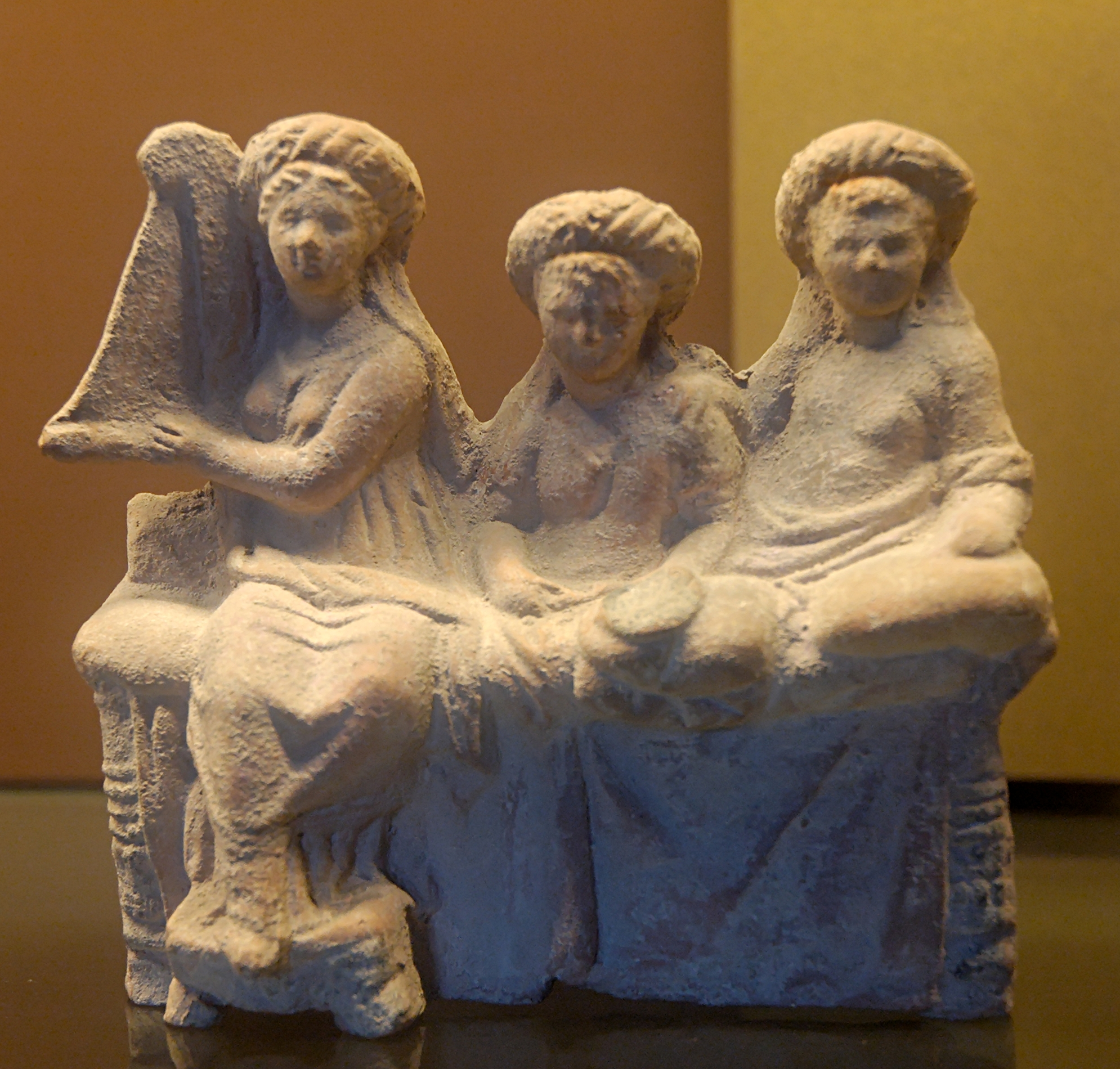
Pszaltérion egy terrakotta szobrocskán

A költészetben a vázaképeknél korábbi utalások is vannak: a Kr. e. 6. század elejétől kezdve Szapphó, Alkaiosz, Anakreón és Pindarosz műveiben egyaránt szerepel egy paktisz vagy péktisz (πηκτίς) nevű, hárfaként azonosítható zeneszerszám. A klasszikus görög írók ezt lüdiai eredetű, kézzel pengetett, sokhúrú hangszernek írják le, melynek jellemzője valamiféle oktávpárhuzamban való játék. Attikai írók egy trigónon vagy trigónosz (τρίγωνος = ’háromszögletű’) nevű hangszert is gyakran említenek, amit a péktisztől különbözőnek, de hozzá hasonlóan „sokhúrúnak” tekintenek; néhol trigónon pszaltérionnak is nevezik. Bár semmilyen bizonyíték nincs erre, a vázaképeken ábrázolt hangsúlyosan háromszög formát mutató orsóhárfa talán a trigónosszal hozható párhuzamba, Szapphó és Alkaiosz péktisze pedig a fentebb említett típusok közül az első kettővel, az ívelt testformájúakkal rokonítható.

### Magadisz
A magadisz (μάγαδις) szó elsőként egy Alkman idézetben, majd Anakreón egy töredékében bukkan fel, hogy azután komoly fejtörést okozzon az utókornak. Anakreón szövegében ez a szó egy húsz húros hangszer pengetéséhez kapcsolódik, ami nyilván hárfa, de cseppet sem biztos, hogy a neve lenne a magadisz. A későbbi ókor több tudósa hangszernévként azonosította, de nemigen tudta eldönteni, hogy ez voltaképp hárfának, kitharának vagy aulosznak a neve, és ha hárfáé, akkor azonos-e a péktisszel.
A magadizó (μαγαδίζω) ige elsősorban a kórusénekben, de talán az auloszjátékban is egy olyan zenei előadásmódra vonatkozik, melyben a dallam oktávpárhuzamban szólal meg. A magadisz eszerint ilyen jellegű játékmódra készült, esetleg oktávban duplázott húrú péktiszt jelölhet, de az is lehet, hogy a szó Anakreón töredékében és másutt nem is külön hangszerre, hanem magára erre a sajátos hangzásra, játéktechnikára utal. Az ókori görög zene alapvetően vokális: a dallamok, így a hangszerek is legtöbbször az emberi hang ambitusára szorítkoztak. A „sokhúrú” pszaltérionon előadott dallamok is bizonyára e határok között maradtak; a több oktávnyi hangterjedelmet arra használhatták, hogy a melódiát oktávpárhuzamban megkettőzzék, vagy talán egy oktávval magasabban vagy mélyebben visszhangozzák az alapdallamot.

### Szambüké
A szambükét (σαμβύκη; latin sambuca) az írott forrásokban gyakran rokonítják a trigónonnal és a magadisszal, de megkülönböztető jegyei nem derülnek ki világosan. Egyes írók szerint rövid húrokkal ellátott, magas hangú hárfaféle volt. A Kr. e. 4. századi és későbbi irodalomban a szambükén játszó nőt jelentő szambükisztria kifejezést (mint általában a női hárfást jelentő pszaltria szót) kurtizánokra használták. A római korban sambuca volt a neve egy ostromgépnek, amelynek alakja az ilyen nevű hangszerre hasonlított: ez egy hajótestekre épített létra- vagy daruszerű alkalmatosság volt, amellyel vizesárokkal védett vagy vízparton emelt erődítéseket lehetett támadni. Már az ókorban sem tudták eldönteni, vajon a haditechnikai eszköz kapta-e nevét a hangszerről, vagy fordítva.
A sambuca, szambúka a középkorban a symphonia, azaz a duda és a tekerőlant (sambuca rotata) másik elnevezése volt.

### Epigoneion és szimikion
Az epigoneionnak (ἐπιγόνειον) kivételesen sok, 40 húrja volt. Nevét állítólag a Kr. e. 6. század második felében élt Sziküóni Epigonosztól kapta, majd a későbbi korokban „függőleges pszaltérionná” alakították. A szimikion (σιμίκιον) ehhez kapcsolódó, de csak 35 húros zeneszerszám. Egy feltételezés szerint az epigoneion (és talán a szimikion is) eredetileg a lapciterák családjába tartozhatott, vagyis egy lapos hangszertestből, és annak síkjával párhuzamosan egyik oldalától a másikig kifeszített húrokból állt. Az a kitétel, hogy a későbbiekben függőleges helyzetben használták, arra utal, hogy kezdetben vízszintesen, talán ülve a térdekre helyezve szólaltatták meg. Elképzelhető, hogy eredetileg nem zenei előadás céljára, hanem a hangsorok, hangközök tanulmányozására készültek.

## A Bibliában
Az ószövetségi írások között Dániel próféta könyve négy helyen sorol fel a Kr. e. 6. század elején uralkodott II. Nabú-kudurri-uszur udvarában használatos hangszereket (Dn 3:5, 7, 10, 15). A rész arámi nyelven íródott, de a hangszernevek között feltűnik néhány görög jövevényszó, köztük kettő olyan, ami a görög íróknál hárfaféleséget jelent: a szabbechá és a pszantérín.
A szabbechá (שַׂבְּכָא vagy סַבְּכָא) a szambükével rokonítható, de a görög hangszernév maga is idegen, közel-keleti, talán föníciai eredetű. A középkor bibliamagyarázataiban sokféleképp próbálták a hangszert meghatározni. Sevillai Szent Izidor ókeresztény író például a fúvós hangszerek közé sorolta, Papiasz ezen kívül „népi citeraként” is elképzelte. Újabban kisebb függőlegesen tartott hárfaként szokás azonosítani.
A pszantérín (פְּסַנְטֵרִין vagy פְּסַנְתֵּירִין) a pszaltérion származéka. Lehetséges, hogy a Kr. e. 7. századi Újasszír Birodalomból ismert vízszintesen tartott, verővel megszólaltatott szöghárfához hasonlított. Ugyanebből a görög szóból, talán az arámi pszantérín közvetítésével lett a perzsa szantur és variánsai, a szantir, szantari, egy verőkkel megszólaltatott trapéz alakú citeraféle neve, ami a cimbalom rokona.
A héber Biblia Kr. e. 300 körül készült görög fordítása, a Septuaginta néhány esetben a kinnór, többször a nével hangszernevet a pszaltérion szóval adja vissza, az 5. század elején készült latin nyelvű Vulgata pedig a psalterium kifejezést használja.

## Használata

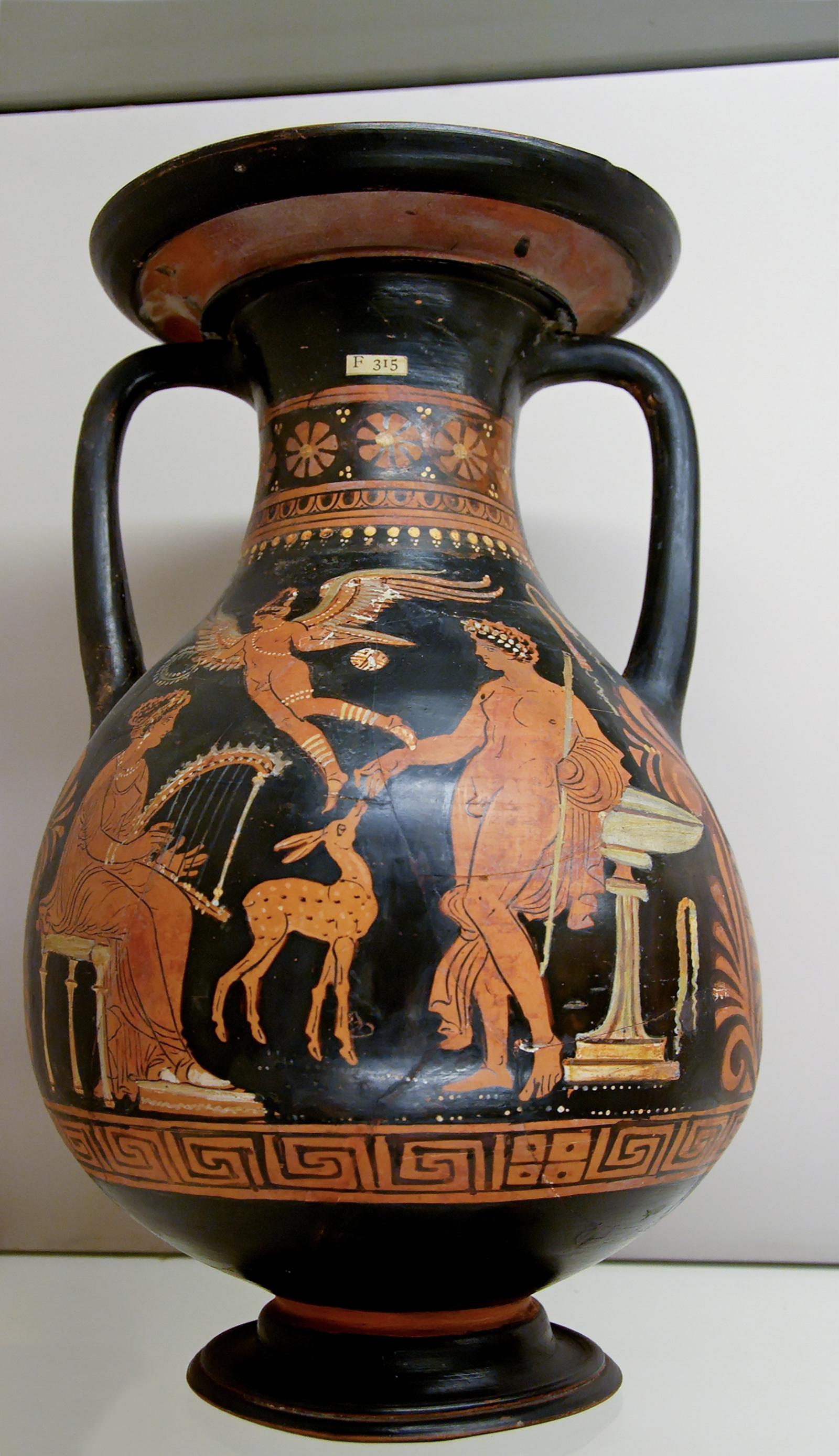
Hárfa egy Kr. e. 4. századi pelikén

Az ábrázolásokon a hárfa húrjait a két kéz ujjaival pengetik, a pengető használata kivételes. A hárfajátékos szinte mindig ülő helyzetben látható, legtöbbször nő, sok esetben múzsa. Gyakran házassági ceremónián szerepel a hangszer, a hárfás itt maga a menyasszony, vagy annak társnője. Viszonylag kevés esetben látható a vázaképeken hivatásos női muzsikus, ami bizonyos fokig ellentmond az írott forrásoknak, a klasszikus kor komédiaíróinak, akik a hárfát sokszor házasságtörő, erotikus női magatartással hozzák kapcsolatba.
A vázafestményeken a húrok száma kilenc és húsz közötti, ez jól egyezik az írott források adataival. A háromszögletű orsóhárfának rendszerint jóval több húrja van, mint az ívelt típusoknak. Az mindenképpen feltételezhető, hogy az ilyen hangszerek hangterjedelme jóval meghaladta az egy oktávot.
Görög szerzők a Kr. e. 4. század során bírálták bizonyos hangszerek „sokhúrú” mivoltát, azt a képességét, hogy többféle harmóniában, tehát hangnemben, hangsorban lehetett rajtuk játszani, egyikből a másikba áttérni. Platón az Állam című művében a nemkívánatos „sokhúrú” hangszerek között sorol fel két pszaltériumfélét, a trigónoszt és a péktiszt. Arisztotelész Politicájában a hárfaféléket, a péktiszt, egy bizonyos heptagónoszt, a trigónoszt és a szambükét nem javasolja zenetanulás céljára, szerinte ezek csak gyönyörködtetnek, de nincsenek hasznára az erénynek.

## Története

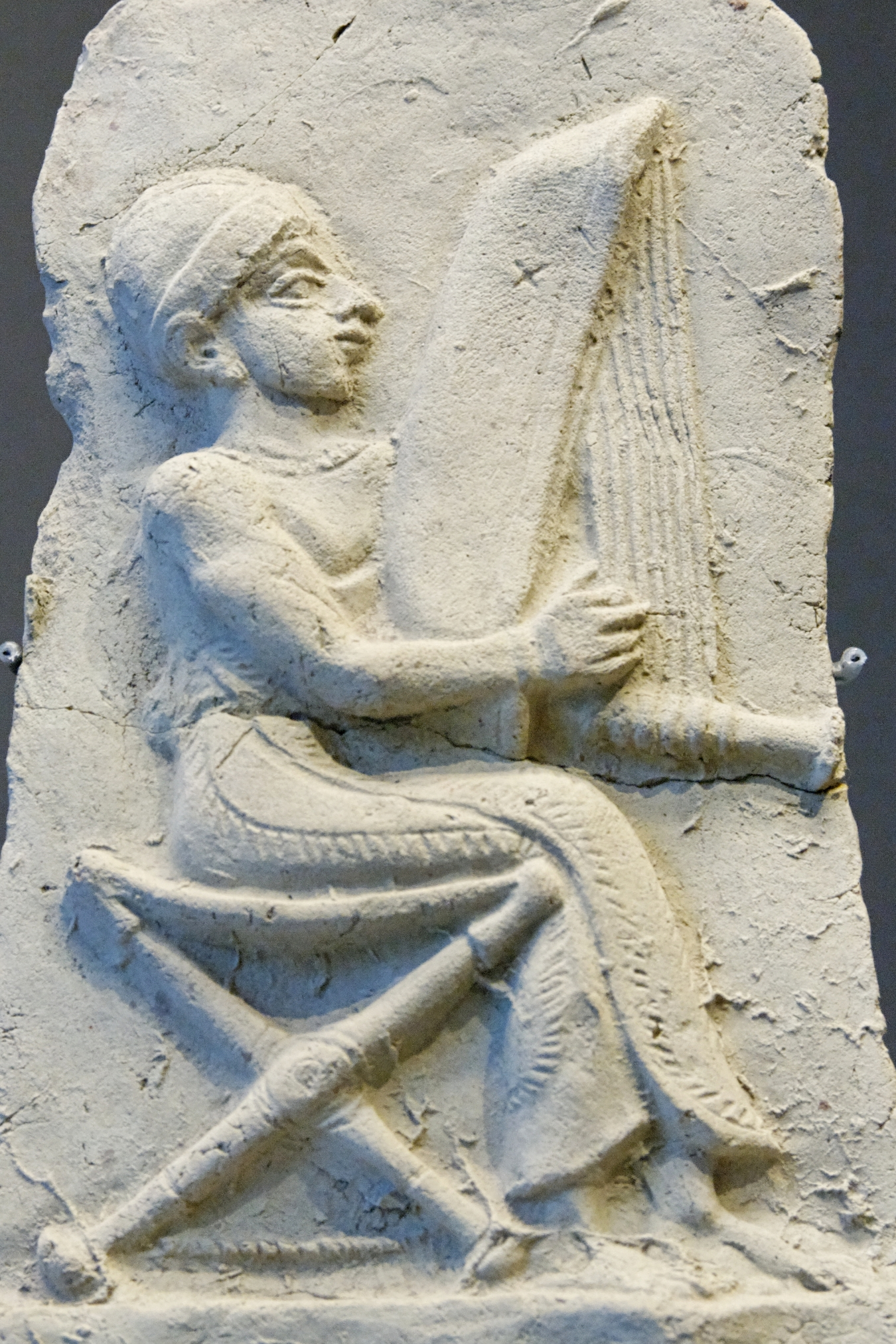
Szöghárfa terrakotta domborművön Esnunna városából, Kr. e. 2. évezred eleje

A hárfafélék valószínűleg a húros hangszerek legősibb típusából, a zenélő íjból fejlődtek ki. Legegyszerűbb változata, az ívhárfa hangteste és annak nyúlványaként kinövő nyaka egybefüggő, felajzott íjhoz hasonló ívet alkot, a húrok az ív végeit kötik össze. A sumerek Kr. e. 3400 körül, az egyiptomiak Kr. e. 2500 táján már használtak ilyen hangszert. Mezopotámiában Kr. e. 2000 körül egy új hárfatípus, a szöghárfa vette át a helyét, ami pár évszázad elteltével Egyiptomban is megjelent. Ennél a típusnál a hangszer nyaka derékszögben, a későbbi korokban hegyes szögben csatlakozik a testhez. Ez a típus a Kr. e. 2. évezredben ciprusi ábrázolásokon is feltűnik.
Az Égei-tenger térségében a Kr. e. 3. évezredben a kükladikus kultúra hagyott hátra hárfás férfiakat ábrázoló márványszobrocskákat. Ezek a hangszertörténet által ismert legrégebbi ábrázolások, melyeken kerethárfa ismerhető fel, olyan hárfa, melynek testét és nyakát egy harmadik elem, oszlop köti össze, ezzel teljes háromszöggé egészítve ki a hangszer formáját. Hasonló hangszert vélnek a kutatók felfedezni a minószi civilizáció egyes pecsétnyomóin is a Kr. e. 1900–1700 közötti időszakból.
Az ezt követő ezer évben, a görög bronzkorban majd korai vaskorban alig találhatók az Égei-tenger vidékén hárfára utaló nyomok. Az első adatok Kr. e. 600 körüliek, a görög ábrázoló művészetekben pedig csak a Kr. e. 5. század közepétől jelenik meg a hárfa. Az írott források a hárfát Kis-Ázsiához, Lüdiához kapcsolják.
A rómaiak a hárfát sosem fogadták be, az ikonográfiában való előfordulása kivételes. A latin nyelvben nem volt szó a hárfára, Iuvenalis chordæ obliquæ-ként („ferde húrok”) írja körül.
A középkori – és ennek nyomán a mai – európai hárfa már csak hangszertani besorolása alapján tekinthető a görög pszaltérion rokonának; szemmel láthatóan az utóbbitól gyökeresen eltérő hagyományon alapul, valószínűleg kelta eredetű.